# Вераво (Савона)
Вераво је насеље у Италији у округу Савона, региону Лигурија.
Према процени из 2011. у насељу је живело 57 становника. Насеље се налази на надморској висини од 346 м.